# Teken (dieren)
Teken (Ixodida) vormen een orde van geleedpotige parasieten die behoren tot de klasse der spinachtigen. Samen met de mijten vormen zij de onderklasse der Acari. Teken zijn nauw verwant aan mijten, maar de precieze relatie is onduidelijk. 
Teken leven van het bloed van gewervelde dieren; ze bijten zich vast in de huid en laten zich na een bloedmaaltijd, die enige uren tot dagen duurt, weer vallen. Het dier waarop de teek leeft, wordt de gastheer genoemd. Bekende gastheren van teken zijn vogels, reptielen en verschillende zoogdieren. 
Teken kunnen verschillende ziekten overbrengen en worden daarom vectoren genoemd. Na de steekmuggen zijn teken de belangrijkste verspreiders van pathogenen. De bekendste Europese teek, die tevens een overbrenger is van lymeziekte, FSME en het alfa-galsyndroom, is de schapenteek (Ixodes ricinus).

## Kenmerken
Teken onderscheiden zich van de meeste spinachtigen, zoals de echte spinnen, met name doordat er geen duidelijke scheiding tussen kopborststuk en achterlijf bestaat. De meeste soorten hebben onopvallende kleuren als bruin en zwart. Voor de determinatie zijn onder andere het aantal en de vorm van de schilden en de aanwezigheid van sporen (uitsteeksels) op de basis van de poten van belang. Teken kunnen maar met weinig dieren worden verward, een uitzondering vormen de luisvliegen. Deze apart gebouwde bloedzuigende vliegen zijn nagenoeg vleugelloos en kunnen net als een teek het lichaamsvolume sterk vergroten tijdens een maaltijd.

### Lichaam
Het lichaam van een teek is in normale toestand slechts een paar millimeter groot. Het heeft van boven een ronde tot ovale vorm en is, van opzij gezien, plat. In volgezogen toestand ziet een teek er bijna bolrond uit en kan meer dan een centimeter groot zijn. Dit is mogelijk dankzij de extreem rekbare huid. Hierdoor kan een volwassen vrouwtje tien keer het eigen lichaamsgewicht aan bloed opzuigen. Van de soort Hyalomma asiaticum is beschreven dat de teek zo'n 600 maal het eigen gewicht aan bloed kan opnemen. Vooral de vrouwtjes nemen veel bloed op, omdat ze proteïnen nodig hebben voor de ontwikkeling van het grote aantal eitjes; mannetjesteken hebben veel minder voedsel nodig. 
De anus, de daaromheen gelegen anale groeve en de plaats en vorm van de geslachtsopening zijn bij een aantal soorten de belangrijkste soort-onderscheidende kenmerken die bij de determinatie van belang zijn. Bij de harde teken, die ongeveer 80 procent van het aantal soorten uitmaken, bevindt zich op de achterkant en de voorkant van het lichaam een enkelvoudig of een samengesteld schild (scutum). Het scutum is niet rekbaar en heeft daardoor altijd dezelfde vorm.

### Poten

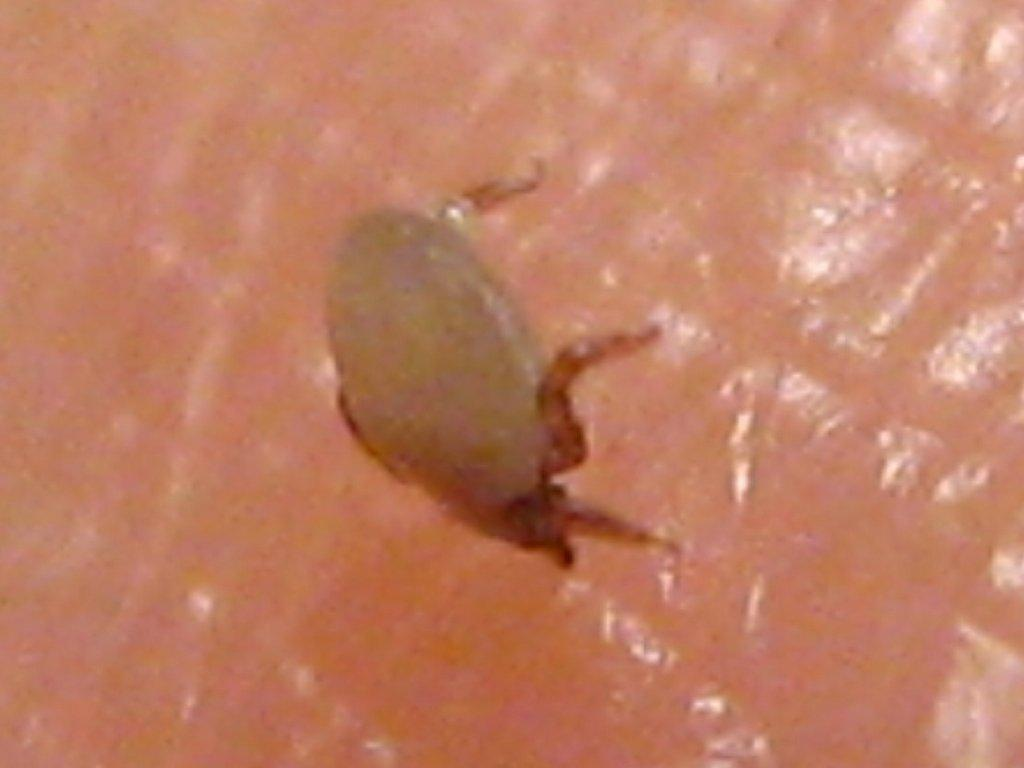
De larve heeft maar drie paar pootjes

Net als alle spinachtigen hebben teken acht poten, waarmee ze zich onderscheiden van de insecten. Tekenlarven hebben echter tot hun eerste vervelling zes poten, ze zijn hieraan makkelijk te onderscheiden van de nimfen, die ook nog in een juveniel stadium verkeren, maar al acht poten hebben. De poten van een teek zijn, vergeleken met die van andere spinachtigen, klein. Op de voorpoten (poot I) bevindt zich op de laatste geleding het orgaan van Haller; dit is een complexe structuur bestaande uit een putje dat een aantal zintuigharen bevat en bij het lokaliseren van de gastheer wordt gebruikt. Met het orgaan kan de teek veranderingen in temperatuur en vochtigheid waarnemen, evenals stijging van kooldioxide door menselijke of dierlijke ademhaling. De precieze werking van dit zintuiglijk belangrijke en complexe orgaan is echter niet bekend.

### Kop

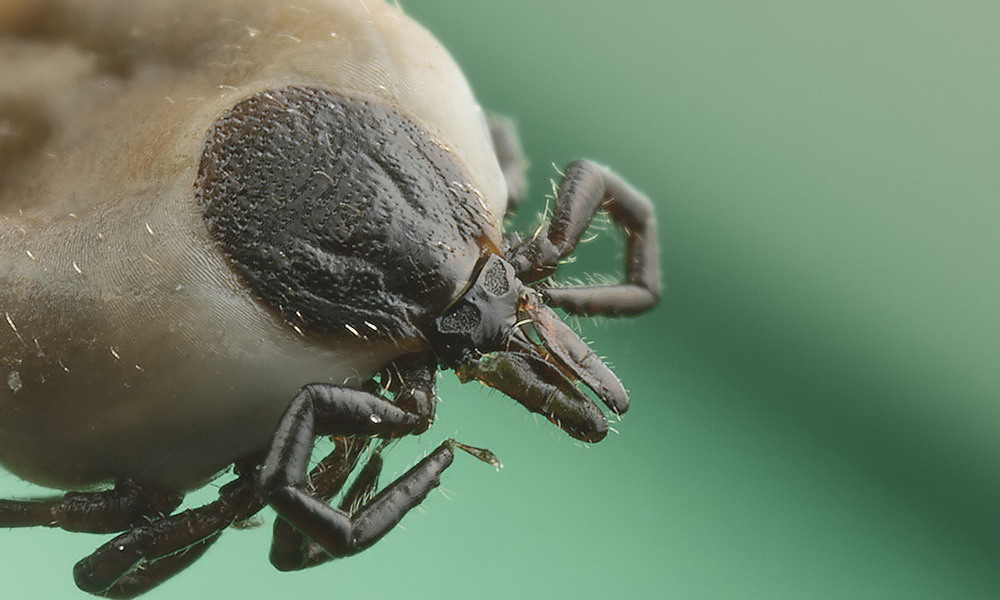
Kop van de schapenteek (Ixodes ricinus)

De kop van een teek wordt 'Gnathosoma' of 'capitulum' genoemd. Het capitulum is zeer klein, gefuseerd met het borststuk en nauwelijks zichtbaar. De kop draagt verschillende monddelen, de gepaarde delen aan weerszijden worden palpen genoemd. In het midden is een zuigsnuit of hypostoom aanwezig, die doet denken aan een tong en bestaat uit een met weerhaken getand steekorgaan. Het hypostoom wordt beschermd door twee cheliceren die helpen bij de doorboring van de huid. In het speeksel van een teek zit zowel een verdovende stof als een stof die de bloedstolling tegengaat. Harde teken scheiden, na zich in de huid te hebben geboord, een aparte lijmstof uit waarmee ze zich zeer goed vasthechten.

## Ontwikkeling

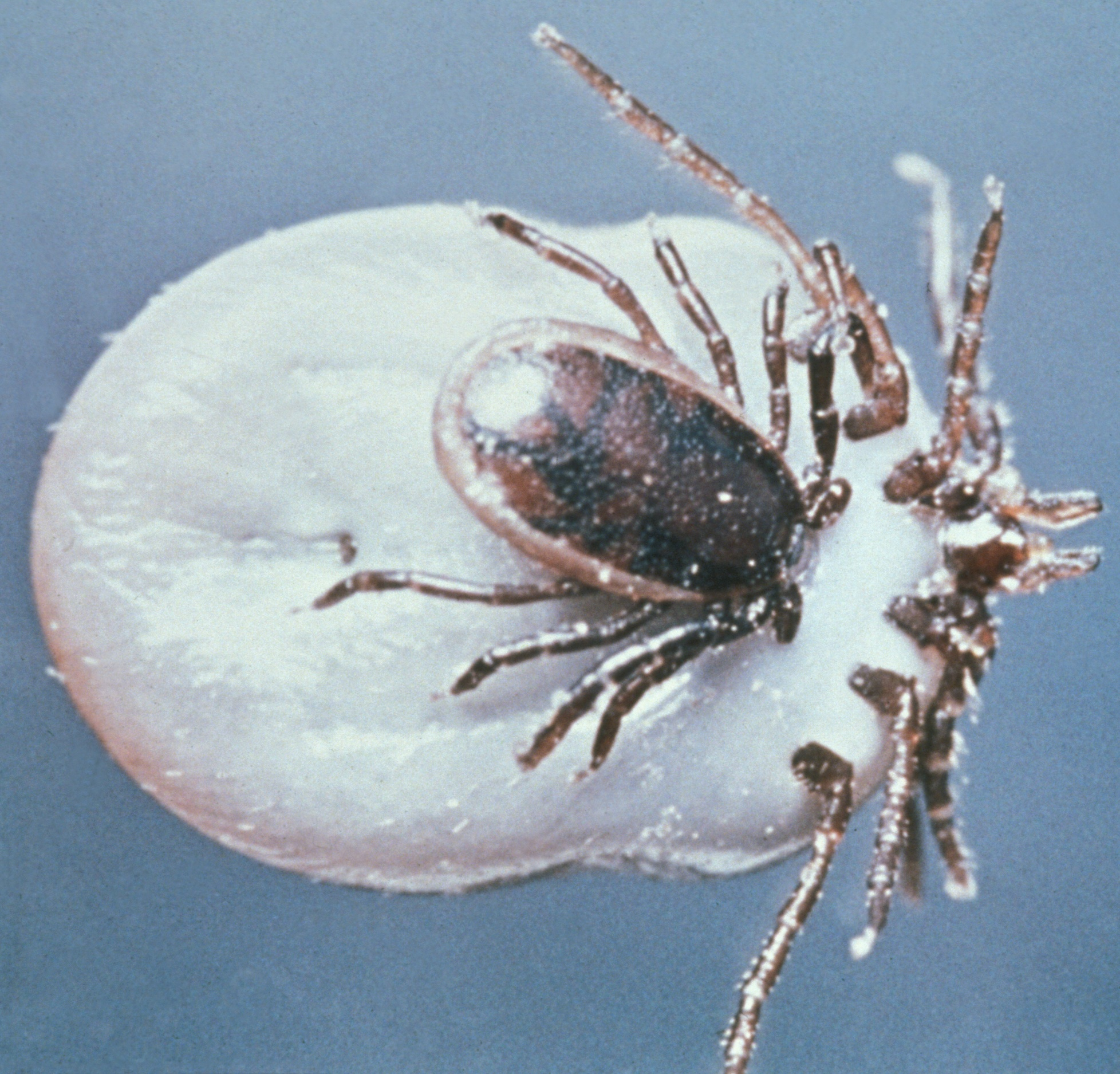
Paring van de schapenteek (Ixodes ricinus)

Net als alle ongewervelden kent de teek verschillende levensstadia, die afgesloten worden met een vervelling, totdat het stadium van volwassenheid is bereikt. De meeste geleedpotigen hebben óf een nimfstadium, óf een larvestadium, maar bij de opgroeiende teek komen beide stadia achtereenvolgens voor. Als de jonge teek uit het ei kruipt, wordt deze larve genoemd; die heeft nog zes poten in plaats van acht. Het extra potenpaar verschijnt na de eerste vervelling, de teek komt dan in het nimfstadium. Na een volgende vervelling is de teek meestal volwassen en kan zich voortplanten; het kan echter jaren duren voor de teek volledig is ontwikkeld. De ontwikkelingscyclus van Ixodes ricinus kan bijvoorbeeld, afhankelijk van de omstandigheden, tussen 1, 5 en 7 jaar duren.
De teek heeft in ieder stadium bloed nodig. Verreweg de meeste soorten teken vervellen twee keer op de grond en hebben daartoe drie gastheren, die niet altijd van dezelfde soort hoeven te zijn. Deze teken worden driegastherig genoemd en zijn potentieel de gevaarlijkste wat het overbrengen van ziektes betreft. Er zijn ook tweegastherige soorten; één vervelling vindt dan op de grond plaats. Een aantal teken is eengastherig: ze blijven hun hele leven op dezelfde gastheer parasiteren zonder deze te verlaten, of blijven in het nest van de gastheer. Alle vervellingen vinden dan plaats op of bij de gastheer. Sommige teken kunnen op verschillende gastheren leven, andere hebben een voorkeur voor een bepaald dier. Soorten uit het geslacht Amblyomma bijvoorbeeld leven op schildpadden.

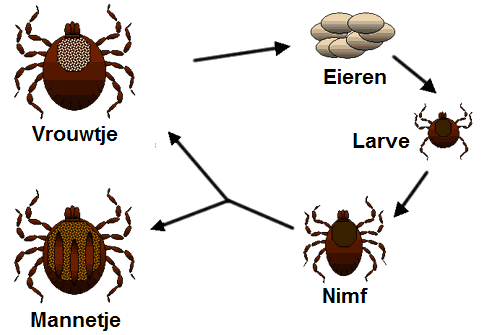
De levenscyclus van de teek; bij enkele soorten komen meerdere nimfstadia voor.

De larven kruipen, nadat ze uit het ei zijn gekomen, op een grasspriet of plant op enige hoogte boven de grond. Als een mogelijke gastheer langskomt klampen ze zich vast en zuigen zich vol, waarna ze zich weer op de grond laten vallen en vervellen. Een teek in het larvestadium kan nog geen ziektes overbrengen, in tegenstelling tot nimfen of imagines. De meeste larven van soorten die meerdere gastheren nodig hebben, verhongeren voordat ze een gastheer tegenkomen. Dit is de reden dat een vrouwtjes-teek zeer veel eitjes produceert, tot wel enkele duizenden. Hierdoor is de kans groter dat een aantal larven zich kan ontwikkelen tot een volwassen teek. Na de vervelling van de larve zoekt de nimf naar een nieuwe gastheer, waarna het proces zich herhaalt: de teek klampt zich vast, zuigt bloed, laat zich op de bodem vallen en vervelt. Nu is de teek volwassen en wordt een derde maal een gastheer opgezocht. Ditmaal wordt niet alleen bloed opgezogen, maar ook naar een partner gezocht, waarna de paring plaatsvindt.
Het vrouwtje zet na haar laatste bloedmaaltijd een aanzienlijk percentage van haar lichaamsgewicht (50 procent of meer) in eieren om en produceert dan honderden tot enige duizenden eieren, voor zij sterft. Er is een waarneming bekend van een vrouwtje dat meer dan 23.000 eitjes afzette in een enkel legsel.

## Levenswijze

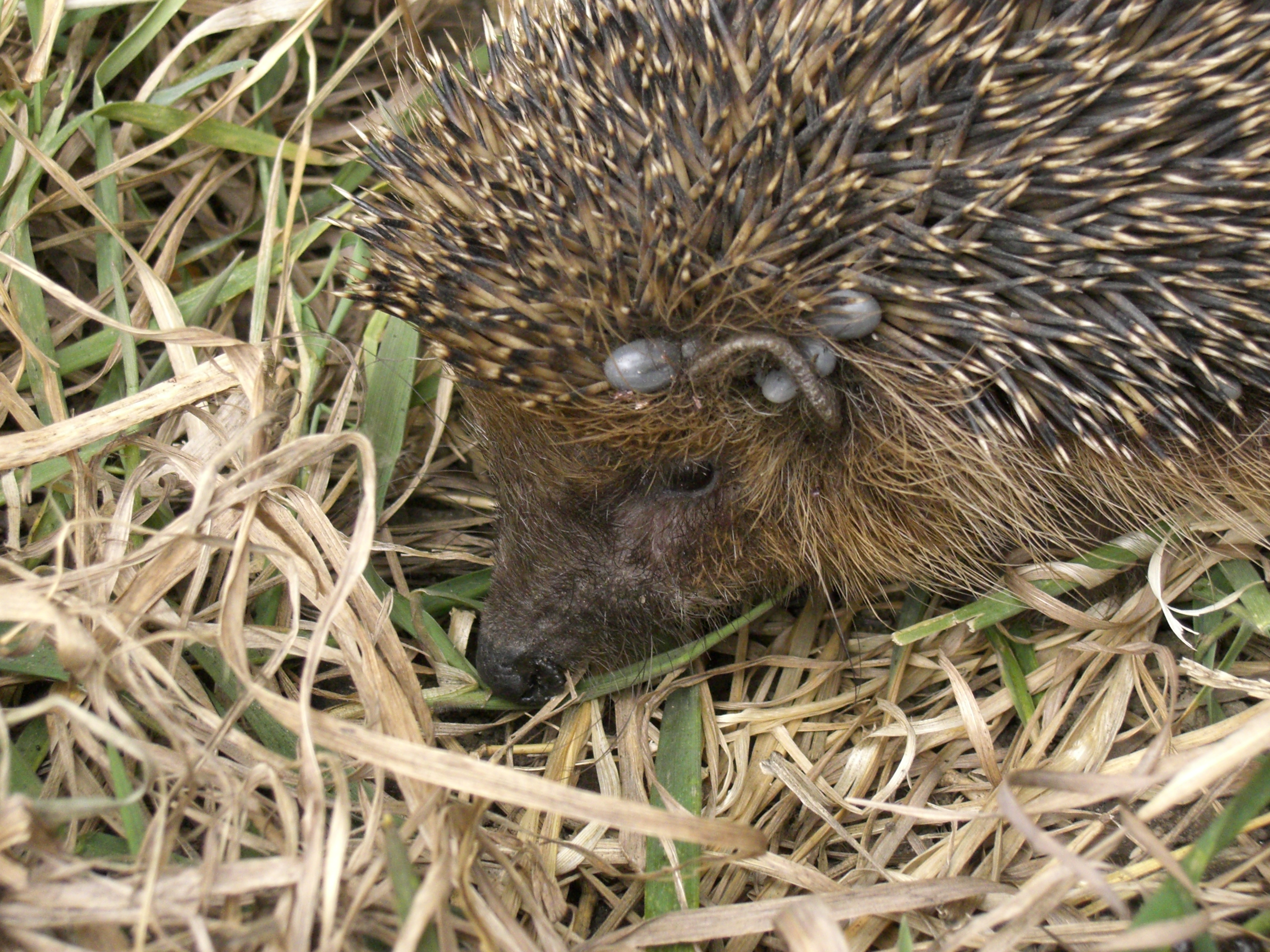
Een egel met meerdere teken

Teken zitten in struikgewas, bomen en op grassprieten te wachten tot een gastheer langskomt. Ze gaan extreem zuinig met hun energie om en kunnen meer dan een jaar zonder voedsel, sommige soorten wel vijf jaar. Teken detecteren hun potentiële gastheer door de uitgestraalde lichaamswarmte, en wellicht ook door de geur. Een teek kan enige dagen tot enkele weken op dezelfde gastheer blijven zitten. Ze kunnen via de extremiteiten van de gastheer omhoog klimmen en nestelen zich bij voorkeur in huidplooien, maar ook wel gewoon op een been, arm of poot. Een teek loopt meestal enige minuten rond op zoek naar een geschikte plaats, alvorens zich in de huid vast te bijten. 
Alle teken leven van bloed en lichaamsvloeistoffen van gewervelde dieren. Tot de prooidieren behoren onder andere: reptielen, vogels en zoogdieren als knaagdieren, hoefdieren, katachtigen, hondachtigen, vleermuizen en primaten, waaronder de mens.

## Verspreiding
Teken zijn kosmopoliet, ze komen wereldwijd voor. In Nederland en België kent men een tiental soorten teken, die deels zeer gespecialiseerd zijn in het bloed van bepaalde diersoorten, bijvoorbeeld vleermuizen, woelratten en oeverzwaluwen. Andere soorten hebben meer gastheren op hun menu staan. In beide landen komen teken vooral voor in landelijke gebieden met bossen en struikgewas, onder andere in Zeeland, Noord-Brabant, Limburg, Gelderland, Drenthe, Overijssel, Noordoost-Groningen, de Kempen en de Ardennen. Ixodes-teken zijn gevoelig voor uitdroging en komen het meest voor op plaatsen waar een wat vochtige bodem bestaat, bijvoorbeeld door een dikke strooisellaag. 
Van de harde tekensoorten (Ixodidae) zijn de Rhipicephalus en de Dermacentor exotisch. Zij zijn uit het Middellandse Zeegebied bekend en worden weleens met huisdieren ingevoerd. Rhipicephalus sanguineus kan zich, als hij niet wordt bestreden, binnenshuis handhaven en van de Dermacentor-teek wordt vermoed, dat hij zich in sommige Nederlandse natuurgebieden aan het vestigen is. Enkele in de laatste jaren geconstateerde gevallen van tekenkoorts (babesiose) bij honden kunnen namelijk niet gemakkelijk door directe import uit het buitenland verklaard worden. Een andere soort die hier is gevonden kwam alleen op ingevoerde schildpadden voor. 

### Populatietoename
De populatie van teken kent een golfbeweging als gevolg van wisselende weersomstandigheden. De larven en nimfen leven op kleine zoogdieren, zoals muizen. In jaren met veel eikels en/of beukennootjes, de mastjaren, neemt de populatiedichtheid van gastheren toe waardoor de tekenpopulatie groeit. Ook bij het uitblijven van strenge winters, een fenomeen dat met de opwarming van de Aarde steeds vaker voorkomt, groeit de populatie van teken.
Los van deze golfbeweging groeit de populatie van teken structureel, onder andere door de ontwikkeling van nieuwe natuurgebieden en de aanleg van het Natuurnetwerk Nederland. Hierdoor verspreiden gastheren als herten en wilde zwijnen zich beter en nemen ze in aantal toe. Metingen bevestigen de populatietoename: in Nederland worden vanaf 2007 op twaalf vaste tekenvanglocaties jaarlijks teken geteld. In 2015 werd voor het tweede achtereenvolgend jaar een recordaantal teken gevangen.

### Toename door menselijk ingrijpen
Het Pentagon heeft medio 2019 opdracht gekregen van het Huis van Afgevaardigden om te onderzoeken of het Amerikaanse ministerie van Defensie tussen 1950 en 1975 heeft geëxperimenteerd met teken als biologisch wapen.

## Tekenbeet

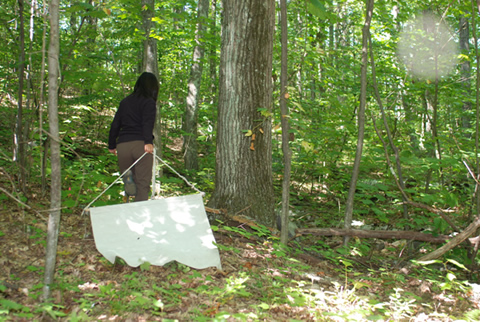
Door teekslepen kan de aanwezigheid van teken onderzocht worden

Tekenbeten kunnen bij de gastheer ziekten veroorzaken; bij de mens in ieder geval FSME, het alfa-galsyndroom en de meest voorkomende, de lymeziekte. Naar schatting krijgt een à twee procent van de mensen die een tekenbeet oplopen, deze laatste ziekte. De kans op besmetting is gering als de teek binnen 24 uur verwijderd wordt. Driekwart van de mensen die lymeziekte oplopen, krijgen een kenmerkende rode ring of vlek bij de plek van de tekenbeet, de zogenaamde erythema migrans. Zodra deze erythema migrans wordt waargenomen, moet de huisarts worden geraadpleegd. Omdat de rode verkleuring niet altijd optreedt, is het van groot belang om na elke tekenbeet alert te blijven op symptomen van lymeziekte.
Om een tekenbeet te voorkomen kan de mens zijn kleding met een insectenwerend middel inspuiten, dat meestal DEET bevat. Verdere preventie bij de mens bestaat uit het bedekt houden van alle lichaamsdelen; het is ook raadzaam om de broekspijpen in de sokken te stoppen. Ondanks deze maatregelen kan men toch een tekenbeet oplopen. Daarom dient na het verlaten van het bos of 's avonds het volledige lichaam gecontroleerd te worden op teken. Huisdieren kunnen beschermd worden tegen tekenbeten door toepassing van speciale bestrijdingsmiddelen.
Het is zaak een vastgezogen teek zo snel mogelijk te verwijderen. Daarbij moet voorkomen worden dat de teek wordt beschadigd. In geval van letsel leegt de teek zijn maaginhoud in het lichaam van de gastheer, waardoor het besmettingsgevaar vele malen groter wordt. Het verdient  de voorkeur bij het verwijderen van een teek gebruik te maken van speciale hulpmiddelen. Deze dienen na gebruik meteen gedesinfecteerd te worden.

## Bestrijding
Een effectief bestrijdingsmiddel tegen teken is permethrin, dat een repellent (afwerend) effect heeft. Aangezien het niet selectief is en dus ook schade toe kan brengen aan niet-schadelijke insecten, is het als sproeimiddel niet meer toegestaan binnen de Europese Unie. Permethrin wordt wel ingezet als gastheer-gericht anti-tekenmiddel. Bij deze gastheer-gerichte middelen komen muizen in contact met de actieve substantie. Teken die zich voeden op deze muizen worden zo gedood. Gezien de lage dosering permethrin in dergelijke gastheer-gerichte producten bestaat er geen gevaar voor muizen. Permethrin is toxisch voor vissen en andere waterorganismen. Permethrin is ook niet geschikt voor gebruik bij katten. Katten missen het leverenzym om pyrethroïden efficiënt te kunnen afbreken, waardoor vergiftigingen kunnen ontstaan. Diergeneesmiddelen met permethrin zijn geregistreerd voor gebruik bij de hond. 
Voor de bestrijding van teken bij katten bestaat een ander bestrijdingsmiddel op basis van fipronil.
Uit proeven in 2015 is gebleken dat nematoden, minuscule wormpjes, een teek binnen tien dagen kunnen doden. Dit lijkt een doorbraak in de bestrijding van teken mogelijk te maken.

## Taxonomie
Er zijn drie groepen teken, de belangrijkste groep wordt gevormd door de harde teken of schildteken die behoren tot de familie Ixodidae. Er zijn ongeveer 700 soorten harde teken die vooral parasiteren op vogels en zoogdieren. Ze danken hun naam aan het schild op de rugzijde. De tweede groep wordt gevormd door de zachte teken of lederteken (familie Argasidae), waarvan ongeveer 200 soorten zijn beschreven. Ze parasiteren op vogels en vleermuizen en danken de naam aan het ontbreken van het schildje. De derde groep, de familie Nuttalliellidae, wordt vertegenwoordigd door slechts één soort: Nuttalliella namaqua, die leeft in Afrika. Deze teek wordt naast alle andere soorten ingedeeld vanwege een aantal afwijkende kenmerken, zo heeft Nuttalliella namaqua geen haartjes op het lichaam en een andere bouw van de steeksnuit.

### Beknopt overzicht
Onderstaand overzicht toont de families en enkele geslachten van de orde Ixodida weer. Per geslacht worden een of meer soorten genoemd.
- Familie Ixodidae: harde teken of schildteken
  - Geslacht Ixodes
    - Soort Ixodes ricinus, de gewone of schapenteek; bij een tekenbeet bij een mens in Nederland gaat het vrijwel altijd om deze soort. Parasiteert op zeer veel gastheren.
    - Soort Ixodes arboricola
    - Soort Ixodes canisuga
    - Soort Ixodes hexagonus
    - Soort Ixodes holocyclus
    - Soort Ixodes persulcatus, de taigateek, kan RSSE veroorzaken
    - Soort Ixodes scapularis, de hertenteek
    - Soort Ixodes vespertilionis (alleen bij vleermuizen)

  - Geslacht Rhipicephalus
    - Soort Rhipicephalus sanguineus, de echte hondenteek

  - Geslacht Haemaphysalis (wel in Nederland, maar zelden of nooit op de mens)
    - Soort Haemaphysalis concinna
    - Soort Haemaphysalis longicornis

  - Geslacht Dermacentor
    - Soort Dermacentor reticulatus
- Familie Argasidae: zachte teken of lederteken
  - Geslacht Argas
    - Soort Argas reflexus, de duiventeek
- Familie Nuttalliellidae, wordt vertegenwoordigd door slechts één soort
  - Geslacht Nuttalliella
    - Soort Nuttalliella namaqua